# Курина Мала
Курина Мала (пол. Kurzyna Mała) — село на Закерзонні в Польщі, у гміні Улянув Ніжанського повіту Підкарпатського воєводства.
Населення — 421 особа (2011).

## Історія
Після анексії поляками Галичини західне Надсяння півтисячоліття піддавалось інтенсивній латинізації та полонізації.
В ході Йосифинської колонізації Галичини в 1783 р. на північ від села утворена німецька колонія Кляйн Раухерсдорф (Klein Rauchersdorf), назва якої в перекладі з німецької означає «село Мала Курина».
У 1831 р. Курина Мала зазначається в переліку сіл, які належали до греко-католицької парафії Дубрівка Каньчузького деканату Перемишльської єпархії, кількість парафіян подана разом з селом Курина Велика — 170 осіб
На північ від села знаходиться присілок Вимислів (часом також називають «Куринка»), у якому в 1873 р. проживало 25 греко-католиків.
Відповідно до «Географічного словника Королівства Польського» в 1883 р. село знаходилось у Нисківському повіті Королівства Галичини та Володимирії Австро-Угорщини, у селі був 321 мешканець, з них 261 римо-католик, греко-католики подані разом з селом Курина Велика — 118 парафіян. На той час унаслідок насильної асиміляції українці західного Надсяння опинилися в меншості.
Відповідно до «Географічного словника Королівства Польського» в 1888 р. гміна Раухерсдорф знаходилось у Нисківському повіті Королівства Галичини та Володимирії Австро-Угорщини, складалося з двох частин, які розміщувались на відповідно на землях сіл Курина Мала і Курина Велика: Кляйн Раухерсдорф (Klein Rauchersdorf, 33 будинки і 196 мешканців) та Ґрос Раухерсдорф (Gross Rauchersdorf, 30 будинків і 143 мешканці), загалом у гміні було 339 мешканців, з них 328 римо-католиків, 3 греко-католики і 8 юдеїв.
З 1892 р. Шематизм Перемишльської греко-католицької єпархії подавав число греко-католиків окремо для Курини Малої — 68 парафіян.
У 1939 р. в селі нараховувалось 97 греко-католиків, які належали до греко-католицької парафії Дубрівка Лежайського деканату Перемишльської єпархії. Село входило до ґміни Яроцин Нисківського повіту Львівського воєводства Польщі.
У 1975—1998 роках село належало до Тарнобжезького воєводства.

## Демографія
Демографічна структура станом на 31 березня 2011 року:
|          | Загалом | Допрацездатний вік | Працездатний вік | Постпрацездатний вік |
| -------- | ------- | ------------------ | ---------------- | -------------------- |
| Чоловіки | 219     | 44                 | 154              | 21                   |
| Жінки    | 202     | 34                 | 118              | 50                   |
| Разом    | 421     | 78                 | 272              | 71                   |